# Robert Fortune
Robert Fortune (Kelloe, Berwickshire, 16 de septiembre de 1812 - Londres, 13 de abril de 1880) fue un botánico y explorador escocés, conocido por ser el introductor de las plantas del té de China en la India.
Fue un infatigable recolector de especímenes; realizando cuatro expediciones por el Este Asiático. En la década de 1840 Robert Fortune pasó tres años viajando por toda China, ataviado como un nativo, con la intención de recopilar información sobre el cultivo y el proceso del té. En aquel momento la elaboración del té era el secreto mejor guardado de China y la labor de Fortune implicaba un gran riesgo. Durante el transcurso de sus viajes no sólo aprendió los secretos del té (pese a no hablar ninguno de los idiomas chinos), sino que introdujo además en Occidente plantas como la naranja china o algunas variedades de crisantemo y de azalea. Viajó en su primer viaje pagado por la "Royal Horticultural Society"; sus 2º y 3º por orden y cuenta de la Compañía Británica de las Indias Orientales (British East India Company); y su 4º viaje lo ejecutó por el Departamento de Agricultura de los Estados Unidos, que también se interesaba en la industria de té de China.
Fortune introduce la especie Thea en el virreinato de la India, con 20.000 pies de tierra cultivada con sus semillas.

## Algunas publicaciones
- Three Years wandering in the Northern Provinces of China, A Visit to the Tea, Silk, & Cotton Countries, with an account of the Agriculture & Horticulture of the Chinese, New Plants, etc. Londres, John Murray, 1847
- A Journey to the Tea Countries of China; Sung-lo & the Bohea Hills; with a Short Notice of the East India Company's Tea Plantations in the Himalaya Mountains. Londres, John Murray, 1852
- Two visits to the tea countries of China & the British tea plantations in the Himalaya. 1853, National Library: CAT10983833 LCCN: 04-32957
- A Residence Among the Chinese; Inland, On the Coast & at Sea; being a Narrative of Scenes & Adventures During a Third Visit to China from 1853 to 1856, including Notices of Many Natural Productions & Works of Art, the Culture of Silk, &c. Londres, John Murray, 1857
- Yedo & Peking; A Narrative of a Journey to the Capitals of Japan & China, with Notices of the Natural Productions, Agriculture, Horticulture & Trade of those Countries & Other Things Met with By the Way. Londres, John Murray, 1863

## Honores

### Eponimia
Géneros de plantas
- Fortunearia Rehder & Wilson de la familia de Hamamelidaceae

- Fortunella Swingle de la familia de las Rutaceae

Especies
- Arundinaria fortunei
- Cyrtomium fortunei
- Euonymous fortunei
- Hosta fortunei
- Keteleeria fortunei
- Mahonia fortunei
- Maxburretia fortunei
- Osmanthus fortunei
- Pleioblastus fortunei
- Rhododendron fortunei
- Rosa fortuniana
- Trachycarpus fortunei

## Otras plantas nombradas por Fortune
- Jasminum nudiflorum
- Dicentra spectabilis
- Forsythia viridissima
- La abreviatura «Fortune» se emplea para indicar a Robert Fortune como autoridad en la descripción y clasificación científica de los vegetales.[2]